# Žigmund Pálffy
Žigmund Pálffy (* 5. května 1972 Skalica) je bývalý slovenský profesionální hokejista, reprezentant, který hrál v NHL za týmy New York Islanders, Los Angeles Kings a Pittsburgh Penguins.

## Hráčská kariéra
Svou profesionální kariéru zahájil v roce 1990 v týmu československé ligy AC Nitra. V roce 1991 byl draftován jako číslo 26 do týmu Islanders, kam přestoupil v roce 1993. V NHL odehrál celkem 684 utkání, nastřílel 329 gólů a na dalších 384 přihrál. Čtyřikrát se umístil v první desítce kanadského bodování celé NHL a stejně tak čtyřikrát byl nominován do utkání NHL All-Stars.
Se slovenskou reprezentací získal zlatou medaili na mistrovství světa v roce 2002 – kdy nahrál na vítězný gól 100 sekund před koncem finálového utkáni s Ruskem Petru Bondrovi – a bronzovou medaili na mistrovství světa v roce 2003. Celkem prozatím odehrál za reprezentaci 64 utkání a nastřílel 36 gólů.
V lednu 2006 nečekaně přerušil angažmá v týmu Pittsburgh Penguins a ukončil kariéru. Důvodem byly zdravotní problémy s již dvakrát operovaným ramenem. V létě 2007 se ale k hokeji vrátil a hraje slovenskou extraligu za HK 36 Skalica. V sezóně 2009/2010 byl uvolněn na hostování do HC Energie Karlovy Vary pro zápasy Spenglerova poháru. Hráčskou kariéru ukončil 31. července 2013.

## Ocenění a úspěchy
- 1991 ČSHL - Nejlepší nováček
- 1992 ČSHL - Nejlepší střelec
- 1992 ČSHL - Nejproduktivnější hráč
- 1993 ČSHL - Nejlepší nahrávač
- 1993 ČSHL - Nejproduktivnější hráč
- 1994 OH - Nejlepší nahrávač
- 1994 OH - Nejproduktivnější hráč
- 1997 NHL - All-Star Game
- 1998 NHL - All-Star Game
- 2001 NHL - All-Star Game
- 2002 NHL - All-Star Game
- 2003 MS - Nejproduktivnější hráč
- 2008 SHL - Nejproduktivnější hráč
- 2008 SHL - All-Star tým
- 2009 SHL - Nejlepší střelec
- 2009 SHL - Nejproduktivnější hráč
- 2009 SHL - All-Star tým
- 2010 SHL - All-Star tým
- 2012 SHL - Nejlepší nahrávač
- 2012 SHL - Nejproduktivnější hráč
- 2012 SHL - All-Star tým
- 2013 SHL - Nejproduktivnější hráč
- 2013 SHL - All-Star tým

## Prvenství

### NHL
- Debut - 7. ledna 1994 (New York Islanders proti Calgary Flames)
- První gól - 21. ledna 1995 (New York Islanders proti Florida Panthers, kanadskému brankáři Mark Fitzpatrick)
- První asistence - 27. ledna 1995 (Washington Capitals proti New York Islanders)
- První hattrick - 3. března 1996 (New York Islanders proti Winnipeg Jets)

### ČHL
- Debut - 17. září 2004 (Vsetínská hokejová proti HC Slavia Praha)
- První asistence - 19. září 2004 (HC Slavia Praha proti HC Sparta Praha)
- První gól - 21. září 2004 (HC Moeller Pardubice proti HC Slavia Praha, českému brankáři Jaroslavu Kamešovi)

## Klubová statistika
| Sezóna       | Klub                    | Soutěž       |     | Základní část | Základní část | Základní část | Základní část | Základní část |    | Play off | Play off | Play off | Play off | Play off |
| Sezóna       | Klub                    | Soutěž       | Z   | G             | A             | B             | TM            | Z             | G  | A        | B        | TM       |          |          |
| 1990–91      | HK Nitra                | ČSHL         | 50  | 34            | 16            | 50            | 18            | —             | —  | —        | —        | —        |          |          |
| 1991–92      | HK Dukla Trenčín        | ČSHL         | 45  | 41            | 33            | 74            | 36            | —             | —  | —        | —        | —        |          |          |
| 1992–93      | HK Dukla Trenčín        | ČSHL         | 43  | 38            | 41            | 79            | —             | —             | —  | —        | —        | —        |          |          |
| 1993–94      | New York Islanders      | NHL          | 5   | 0             | 0             | 0             | 0             | —             | —  | —        | —        | —        |          |          |
| 1993–94      | Salt Lake Golden Eagles | IHL          | 57  | 25            | 32            | 57            | 83            | —             | —  | —        | —        | —        |          |          |
| 1994–95      | New York Islanders      | NHL          | 33  | 10            | 7             | 17            | 6             | —             | —  | —        | —        | —        |          |          |
| 1994–95      | Denver Grizzlies        | IHL          | 33  | 20            | 23            | 43            | 40            | —             | —  | —        | —        | —        |          |          |
| 1995–96      | New York Islanders      | NHL          | 81  | 43            | 44            | 87            | 56            | —             | —  | —        | —        | —        |          |          |
| 1996–97      | New York Islanders      | NHL          | 80  | 48            | 42            | 90            | 43            | —             | —  | —        | —        | —        |          |          |
| 1996–97      | HK Dukla Trenčín        | SHL          | 1   | 0             | 0             | 0             | —             | —             | —  | —        | —        | —        |          |          |
| 1997–98      | New York Islanders      | NHL          | 82  | 45            | 42            | 87            | 34            | —             | —  | —        | —        | —        |          |          |
| 1998–99      | New York Islanders      | NHL          | 50  | 22            | 28            | 50            | 34            | —             | —  | —        | —        | —        |          |          |
| 1998–99      | HK 36 Skalica           | SHL          | 9   | 11            | 8             | 19            | 6             | —             | —  | —        | —        | —        |          |          |
| 1999–00      | Los Angeles Kings       | NHL          | 64  | 27            | 39            | 66            | 32            | 4             | 2  | 0        | 2        | 0        |          |          |
| 2000–01      | Los Angeles Kings       | NHL          | 73  | 38            | 51            | 89            | 20            | 13            | 3  | 5        | 8        | 8        |          |          |
| 2001–02      | Los Angeles Kings       | NHL          | 63  | 32            | 27            | 59            | 26            | 7             | 4  | 5        | 9        | 0        |          |          |
| 2002–03      | Los Angeles Kings       | NHL          | 76  | 37            | 48            | 85            | 47            | —             | —  | —        | —        | —        |          |          |
| 2003–04      | Los Angeles Kings       | NHL          | 35  | 16            | 25            | 41            | 12            | —             | —  | —        | —        | —        |          |          |
| 2004–05      | HK 36 Skalica           | SHL          | 8   | 10            | 3             | 13            | 6             | —             | —  | —        | —        | —        |          |          |
| 2004–05      | HC Slavia Praha         | ČHL          | 41  | 21            | 19            | 40            | 30            | 7             | 5  | 2        | 7        | 2        |          |          |
| 2005–06      | Pittsburgh Penguins     | NHL          | 42  | 11            | 31            | 42            | 12            | —             | —  | —        | —        | —        |          |          |
| 2007–08      | HK 36 Skalica           | SHL          | 46  | 30            | 45            | 75            | 93            | 13            | 7  | 17       | 24       | 26       |          |          |
| 2008–09      | HK 36 Skalica           | SHL          | 53  | 52            | 47            | 99            | 46            | 17            | 12 | 15       | 27       | 12       |          |          |
| 2009–10      | HK 36 Skalica           | SHL          | 36  | 17            | 36            | 53            | 28            | 6             | 6  | 6        | 12       | 18       |          |          |
| 2011–12      | HK 36 Skalica           | SHL          | 48  | 26            | 57            | 83            | 76            | 6             | 3  | 4        | 7        | 6        |          |          |
| 2012–13      | HK 36 Skalica           | SHL          | 39  | 26            | 47            | 73            | 103           | 7             | 3  | 5        | 8        | 2        |          |          |
| Celkem v NHL | Celkem v NHL            | Celkem v NHL | 684 | 329           | 384           | 713           | 322           | 24            | 9  | 10       | 19       | 8        |          |          |
| Celkem v SHL | Celkem v SHL            | Celkem v SHL | 240 | 172           | 243           | 415           | 358           | 49            | 31 | 47       | 78       | 64       |          |          |

## Reprezentace
| Rok                       | Tým                       | Soutěž                    | Z  | G  | A  | B  | TM |
| ------------------------- | ------------------------- | ------------------------- | -- | -- | -- | -- | -- |
| 1991                      | Československo 20         | MSJ                       | 7  | 7  | 6  | 13 | 2  |
| 1991                      | Československo            | KP                        | 5  | 1  | 0  | 1  | 2  |
| 1992                      | Československo 20         | MSJ                       | 6  | 3  | 1  | 4  | 6  |
| 1994                      | Slovensko                 | OH                        | 8  | 3  | 7  | 10 | 8  |
| 1996                      | Slovensko                 | MS                        | 5  | 2  | 0  | 2  | 10 |
| 1996                      | Slovensko                 | SP                        | 3  | 1  | 2  | 3  | 2  |
| 1999                      | Slovensko                 | MS                        | 6  | 5  | 5  | 10 | 6  |
| 2002                      | Slovensko                 | OH                        | 1  | 0  | 0  | 0  | 0  |
| 2002                      | Slovensko                 | MS                        | 3  | 1  | 6  | 7  | 2  |
| 2003                      | Slovensko                 | MS                        | 9  | 7  | 8  | 15 | 18 |
| 2005                      | Slovensko                 | MS                        | 7  | 5  | 4  | 9  | 10 |
| 2010                      | Slovensko                 | OH                        | 7  | 0  | 3  | 3  | 8  |
| Juniorská kariéra celkově | Juniorská kariéra celkově | Juniorská kariéra celkově | 13 | 10 | 7  | 17 | 8  |
| Seniorská kariéra celkově | Seniorská kariéra celkově | Seniorská kariéra celkově | 54 | 25 | 35 | 60 | 66 |